# 12 Pułk Dragonów (Imperium Rosyjskie)
12 pułk dragonów (ros. 12-й драгунский Стародубовский полк) – oddział kawalerii okresu Imperium Rosyjskiego.

## Charakterystyka
Pułk sformowany został w 1783. Stacjonował między innymi w m. Wołoczyska.

 W przededniu I wojny światowej pułk etatowo posiadał sześć szwadronów. W stanie bojowym liczył około  850 żołnierzy. Choć zachowywał historyczną nazwę dragonów, nie miało to już związku z jego taktyką działania.

Pułk rozformowany został w 1918.

## Podporządkowanie
Lipiec 1914:
- 12 Korpus Armijny – Winnica[5]
  - 12 Dywizja Kawalerii – Płoskirów
    - 1 Brygada Kawalerii – Płoskirów
      - 12 pułk dragonów – Wołoczyska